# Suleiman Abdullahi
Suleiman Abdullahi (Kaduna, 10 dicembre 1996) è un calciatore nigeriano, attaccante svincolato.

## Carriera

### Club

#### Viking
Abdullahi ha giocato per la Gee Lee Academy Jos prima di trasferirsi, nel febbraio 2015 ai norvegesi del Viking. Il giocatore firma un contratto quadriennale con il nuovo club. Ha esordito in campionato il 6 aprile successivo, subentrando a Jón Daði Böðvarsson nella sconfitta per 1-0 sul campo del Mjøndalen. Il 25 aprile ha segnato il primo gol nella massima divisione locale, nel corso della sconfitta interna per 1-4 contro il Rosenborg. Ha chiuso l'annata con 31 presenze e 9 reti totali.

#### Eintracht Braunschweig
Il 17 giugno 2016, i tedeschi dell'Eintracht Braunschweig hanno ufficializzato sul proprio sito l'ingaggio di Abdullahi, che si è legato al nuovo club con un contratto quadriennale valido a partire dal 1º luglio 2016.

#### Union Berlino
Nell'agosto 2018 viene ceduto in prestito all'Union Berlino. A seguito della promozione in Bundesliga del club, il 1º giugno 2019 viene riscattato dal club della capitale.

#### Ritorno all'Eintracht Braunschweig
Il 15 agosto 2020 fa ritorno all'Eintracht Braunschweig.

### Nazionale
Abdullahi ha giocato per la Nigeria under 20. Il 13 novembre 2015 ha esordito nella Nazionale maggiore, schierato titolare in occasione del pareggio a reti inviolate contro lo eSwatini.

## Statistiche

### Presenze e reti nei club
Statistiche aggiornate al 28 maggio 2019.
| Stagione        | Club            | Campionato      | Campionato | Campionato | Coppe nazionali | Coppe nazionali | Coppe nazionali | Coppe continentali | Coppe continentali | Coppe continentali | Supercoppe | Supercoppe | Supercoppe | Totale | Totale |
| Stagione        | Club            | Comp            | Pres       | Reti       | Comp            | Pres            | Reti            | Comp               | Pres               | Reti               | Comp       | Pres       | Reti       | Pres   | Reti   |
| --------------- | --------------- | --------------- | ---------- | ---------- | --------------- | --------------- | --------------- | ------------------ | ------------------ | ------------------ | ---------- | ---------- | ---------- | ------ | ------ |
| 2015            | Viking          | ES              | 27         | 8          | CN              | 4               | 1               | -                  | -                  | -                  | -          | -          | -          | 31     | 9      |
| gen.-giu. 2016  | Viking          | ES              | 13         | 5          | CN              | 2               | 1               | -                  | -                  | -                  | -          | -          | -          | 15     | 6      |
| Totale Viking   | Totale Viking   | Totale Viking   | 40         | 13         |                 | 6               | 2               |                    | -                  | -                  |            | -          | -          | 46     | 15     |
| 2016-2017       | E. Braunschweig | 2L              | 5          | 1          | CG              | 1               | 0               | -                  | -                  | -                  | -          | -          | -          | 6      | 1      |
| 2017-2018       | E. Braunschweig | 2L              | 28         | 7          | CG              | 1               | 0               | -                  | -                  | -                  | -          | -          | -          | 29     | 7      |
| E. Braunschweig | E. Braunschweig | E. Braunschweig | 33         | 8          |                 | 2               | 0               |                    | -                  | -                  |            | -          | -          | 35     | 8      |
| 2018-2019       | Union Berlin    | 2L              | 19+2       | 2+1        | CG              | 1               | 0               | -                  | -                  | -                  | -          | -          | -          | 22     | 3      |
| Totale          | Totale          | Totale          | 94         | 23         |                 | 9               | 2               |                    | -                  | -                  |            | -          | -          | 103    | 26     |

### Cronologia presenze e reti in nazionale
| Cronologia completa delle presenze e delle reti in nazionale ― Nigeria | Cronologia completa delle presenze e delle reti in nazionale ― Nigeria | Cronologia completa delle presenze e delle reti in nazionale ― Nigeria | Cronologia completa delle presenze e delle reti in nazionale ― Nigeria | Cronologia completa delle presenze e delle reti in nazionale ― Nigeria | Cronologia completa delle presenze e delle reti in nazionale ― Nigeria | Cronologia completa delle presenze e delle reti in nazionale ― Nigeria | Cronologia completa delle presenze e delle reti in nazionale ― Nigeria |
| Data                                                                   | Città                                                                  | In casa                                                                | Risultato                                                              | Ospiti                                                                 | Competizione                                                           | Reti                                                                   | Note                                                                   |
| ---------------------------------------------------------------------- | ---------------------------------------------------------------------- | ---------------------------------------------------------------------- | ---------------------------------------------------------------------- | ---------------------------------------------------------------------- | ---------------------------------------------------------------------- | ---------------------------------------------------------------------- | ---------------------------------------------------------------------- |
| 13-11-2015                                                             | Lobamba                                                                | eSwatini                                                               | 0 – 0                                                                  | Nigeria                                                                | Qual. Mondiali 2018                                                    | -                                                                      |                                                                        |
| 17-11-2015                                                             | Port Harcourt                                                          | Nigeria                                                                | 2 – 0                                                                  | eSwatini                                                               | Qual. Mondiali 2018                                                    | -                                                                      |                                                                        |
| Totale                                                                 |                                                                        | Presenze                                                               | 2                                                                      |                                                                        | Reti                                                                   | 0                                                                      |                                                                        |